# Rijksduitsers
Rijksduitsers (Duits: Reichsdeutsche) waren de Duitstalige bewoners van het Duitse Rijk, dat in 1871 werd opgericht en in 1945, na de nederlaag van de nazi's, door de geallieerden werd opgeheven.
Het Duitse Rijk was de realisatie van de Klein-Duitse richting, waarbij ongeveer twee derde van de Duitstaligen vanaf 1871 binnen de grenzen van dit Duitse Rijk woonden. De grootste groep Duitstaligen buiten het Duitse Rijk waren de Oostenrijkers en de Duitstalige Zwitsers. Daarnaast waren er ook 'Volksduitsers', waarmee voornamelijk de Duitstaligen in Oost-Europa en Duitstalige emigranten overzee werden aangeduid.